# Anisandrus bolavenensis
Anisandrus bolavenensis — вид жуків з підродини короїдів родини довгоносиків (Curculionidae). Описаний у 2024 році.

## Назва
Назва виду походить від плато Боловен, де мешкає цей жук.

## Поширення
Ендемік Лаосу. Мешкає у нагір'ї Боловен на півдні країни.

## Опис
Дрібний жук, завдовжки до 2,4 мм.